# 伊利亚·斯米林
伊利亚·斯米林（希伯來語：‎，1968年1月21日—），以色列、苏联的国际象棋棋手、特级大师。
斯米林于1989年获得国际大师称号，次年晋升为特级大师。1992年他赴以色列定居，是1992年、2002年两届以色列国际象棋全国冠军。此外，他还曾多数代表以色列队征战国际象棋奥林匹克等团体赛事。其最高等级分为2001年创下的2702分。